# آفيتريبتان
آفيتريبتان (بالإنجليزية: Avitriptan)‏ هو دواء مضاد للصداع النصفي من مجموعة التريبتانات، لكنه لم يسوق أبدا.